# مارتين فاغنر (لاعب كرة قدم)
مارتين فاغنر (بالإسبانية: Martín Wagner)‏ (19 سبتمبر 1985 في الأرجنتين - ) هو لاعب كرة قدم أرجنتيني في مركز الوسط. لعب مع أرجنتينوس جونيورز وأوليمبو وديفنسا خوستيكا ونادي تامبينس روفرز ونادي راسينغ وGuaraní Antonio Franco ‏ وسان مارتين دي سان خوان.

## وصلات خارجية
- مارتين فاغنر على موقع إي إس بي إن إف سي (الإنجليزية)
- مارتين فاغنر على موقع قاعدة بيانات كرة القدم.إي يو (الإنجليزية)